# Hervelinghen
Hervelinghen je francouzská obec v departementu Pas-de-Calais v regionu Hauts-de-France. Žije zde 220 obyvatel.

## Geografie

### Sousední obce
| Růžice kompasu |           | Escalles     |                       | Růžice kompasu |
| Růžice kompasu | Wissant   | Sever        | Bonningues-lès-Calais | Růžice kompasu |
| Růžice kompasu | Wissant   | Hervelinghen | Bonningues-lès-Calais | Růžice kompasu |
| Růžice kompasu | Wissant   | Jih          | Bonningues-lès-Calais | Růžice kompasu |
| Růžice kompasu | Audembert |              | Saint-Inglevert       | Růžice kompasu |